# Donne nell'Armata Rossa
Le donne nell'Armata Rossa hanno svolto numerosi ruoli nella storia militare russa e sovietica. Hanno avuto un ruolo importante nelle guerre mondiali in Russia e nell'Unione Sovietica, in particolare durante la seconda guerra mondiale.

## Prima guerra mondiale
Nelle prime fasi della guerra le donne prestarono servizio nelle forze armate russe in piccoli numeri nelle prime fasi della guerra, ma il loro numero aumentò dopo le pesanti perdite russe, come nella battaglia di Tannenberg e dei laghi Masuri, e dopo la necessità di un aumento del personale dell'esercito. Una di queste reclute fu Marija Bočkarëva, che prestò servizio nel 25º battaglione di riserva dell'esercito russo. Dopo l'abdicazione di Nicola II di Russia nel marzo 1917, convinse il primo ministro ad interim Aleksandr Kerenskij a consentirle di formare un battaglione femminile. Il battaglione femminile combatté durante l'offensiva di giugno contro le forze tedesche nel 1917. Dopo tre mesi di combattimenti, il loro numero si ridusse a circa 250. Il Battaglione femminile venne sciolto dopo il fallito colpo di stato militare del 1917, noto come Affare Kornilov . Il suo leader, il generale Lavr Kornilov, era stato fortemente sostenuto da Bočkarëva.
Sono note diverse donne pilota della prima guerra mondiale, una delle quali è Sof'ja Alekseevna Dolgorukova. Alla principessa Evgenija Šakovskaja fu assegnato il servizio di pilota di artiglieria e ricognizione, dopo essersi offerta volontaria per il nell'Aeronautica militare imperiale nel 1914 (una delle prime aviatrici militari al mondo) e aver volato in missione con il 26º Squadrone Aereo nel 1917 per nove mesi. A causa dei suoi legami con la famiglia imperiale, dopo la Rivoluzione d'Ottobre venne smobilitata. Ljubov' Golančikova era una pilota collaudatrice che contribuì con il suo aereo agli eserciti zaristi; Helen P. Samsonova fu assegnata al 5º Squadrone Aereo come pilota di ricognizione. E nel 1915, Nadežda Degtereva si distinse come prima donna pilota a essere ferita in combattimento, durante una missione di ricognizione sul fronte austriaco in Galizia.

## Seconda guerra mondiale
Le donne hanno avuto un ruolo nella maggior parte delle forze armate della Seconda guerra mondiale. Nella maggior parte dei Paesi, tuttavia, le donne tendevano a ricoprire ruoli prevalentemente amministrativi, medici e ausiliari. Ma nell'Unione Sovietica le donne combatterono anche in prima linea. Questo non avvenne solo per la necessità di soldati, la Rivoluzione Bolscevica aveva portato grandi risultati in ambito femminista, una donna nell'Unione Sovietica aveva la possibilità di fare carriera nell'esercito, nella ricerca e nel settore industriale.
Oltre 800.000 donne prestarono servizio nelle forze armate sovietiche durante la seconda guerra mondiale, per lo più come mediche e infermiere, ovvero oltre il 3% del personale totale; circa 200.000 ricevettero onorificenze. 89 di loro alla fine della guerra ricevettero il titolo di Eroine dell'Unione Sovietica, la più importante onorificenza militare; prestarono servizio come pilote, cecchini, mitraglieri, membre degli equipaggi di carri armati e partigiane, oltre a ricoprire anche ruoli ausiliari. Poche di queste donne, tuttavia, vennero promosse ufficiali.

### Aviatori
Per le aviatrici sovietiche, un ruolo determinante in questo cambiamento fu svolto da Marina Raskova, una famosa aviatrice russa. Negli anni '30 Raskova divenne una famosa aviatrice, sia come pilota che come navigatrice. Nel 1933 fu la prima donna a diventare navigatrice nell'aeronautica militare sovietica. A Raskova viene attribuito il merito di aver utilizzato i suoi contatti personali con Stalin per convincere l'esercito a formare tre reggimenti di combattimento per le donne. L'Unione Sovietica è stata la prima nazione a consentire alle donne di pilotare in missioni di combattimento. Questi reggimenti, composti da quasi cento aviatrici, effettuarono complessivamente più di 30.000 missioni di combattimento, diedero alla luce più di venti eroine dell'Unione Sovietica e annoverarono tra i loro ranghi due assi dell'aviazione. Inizialmente questa unità militare fu chiamata Gruppo di Aviazione 122, mentre i tre reggimenti ricevevano addestramento. Dopo l'addestramento, i tre reggimenti ricevettero le loro designazioni formali come 586º Reparto Caccia dell'Aeronautica, 587º Corpo di Bombardieri e 588° Reggimento bombardamento notturno.

### Fanteria
Anche l'Unione Sovietica si avvalse di donne come cecchini, con buoni risultati; tra questeNina Alekseevna Lobkovskaja e Ljudmila Pavličenko (che detiene il record femminile di 309 uccisioni confermate). I sovietici scoprirono che i compiti di cecchino si addicevano alle donne, perché pazienti, attente, ponderate ed evitavano il combattimento corpo a corpo. Le donne prestarono servizio anche in ruoli non di combattimento come medici, infermiere, addette alle comunicazioni, ufficiali politici e, in piccoli numeri, come mitragliere e conducenti di carri armati. Mänşük Mämetova  era una mitragliera del Kazakistan e fu la prima donna asiatica a ricevere il titolo di Eroe dell'Unione Sovietica dopo essersi rifiutata di ritirarsi con il resto del suo reggimento.

### Partigiane
Le donne costituivano un numero significativo di partigiani sovietici. Una delle più famose fu Zoja Kosmodem'janskaja, alla quale fu conferito postumo il titolo di Eroe dell'Unione Sovietica il 16 febbraio 1942.
La donna più giovane a diventare eroe dell'Unione Sovietica fu anche una combattente della resistenza, Zinaida Portnova.